# Joan Serra i Melgosa
Joan Serra i Melgosa (Lleida, 21 de febrer de 1899 – Barcelona, 1970) fou un pintor català. Es va formar a l'Escola de la Llotja (Barcelona), on va tenir com a mestre Francesc Labarta, i va participar en el grup Els Evolucionistes. Després de breus estades a Madrid (1925) i a París (1927), va treballar principalment a Barcelona.
La seva trajectòria artística va patir una aturada entre 1921 i 1924, degut a la guerra d'Àfrica.
Des de 1927 va exposar periòdicament a la Sala Parés (Barcelona), així com a Madrid, Bilbao, València, Sant Sebastià o Lleida. També va participar en exposicions a París, Londres, Pittsburgh, Buenos Aires, Montevideo i Caracas. El Museu d'Art Modern de Barcelona, actual Museu Nacional d'Art de Catalunya (MNAC), també en va exposar alguna.
Actualment el Museu d'Art Jaume Morera (Lleida), el Museu Abelló (Mollet del Vallès) o la Biblioteca Museu Víctor Balaguer (Vilanova i la Geltrú) exposen alguna de les seves obres.
Va pintar poblacions com Sarrià, Horta, Eivissa i Calella de Palafrugell, que va descobrir l'any 1935. Trenta anys de convivència a Calella de Palafrugell amb la gent del país i els estiuejants varen deixar un record de personatge peculiar i entranyable i una gran quantitat de pintures amb la seva celebrada interpretació del paisatge calellenc.

## Obres
- 1937, Camp de blat. Oli sobre tela, 59 x 80 cm
- c. 1940, Racó de Calella de Palafrugell. Oli sobre tela
- 1941, Barraques al port de Barcelona. Oli sobre tela, 60 x 92 cm
- c. 1947, Pati de Calella de Palafrugell. Oli sobre tela, 72 x 98 cm
- 1953, Bodegó amb llebres. Oli sobre tela, 116 x 89 cm
- 1954, Plaça Yersa Rebirs. Oli sobre tela, 80 x 114 cm

## Premis i reconeixements
- 1931 - Premi de l'Ajuntament de Barcelona al concurs de Montserrat[1]
- 1950 - Medalla d'or Jaume Morera[1]